# 一条房基
一条 房基（いちじょう ふさもと）は、戦国時代の公家・大名。権中納言・一条房冬の子。土佐一条氏の第3代当主。

## 生涯
享禄3年（1530年）、従五位下に叙爵し、享禄5年（1532年）右近衛中将に任官する。
天文6年（1537年）、従四位下に叙せられるが引き続き中将を兼ねると、天文8年（1539年）に従四位上、次いで正四位下と昇進し、天文9年（1540年）には従三位に叙せられて公卿に列し、三位中将となった。
天文10年（1541年）、阿波権守を兼ねるが、同年11月の父・房冬の死後、家督を継いだ。
房基は智勇に優れた人物で、天文13年（1544年）には長宗我部国親と本山茂宗の縁組と和平の仲介を行う一方、自身は領土拡大するなど、一条家の勢力拡大に成功している。天文11年（1542年）に謀反を起こした津野基高（つの もとたか）を破ると、天文15年（1546年）には津野氏を降伏させ、同じ頃に大平氏の本拠地の蓮池城を奪い、高岡郡一帯が一条氏の支配下に入った。また、伊予国南部への進出を図るなど、房基の代に土佐一条氏は勢威を拡大した。
しかし、天文18年（1549年）4月12日、房基は自害した。理由は明らかでなく、狂気によるとも、暗殺された可能性も指摘されている。享年28。最終官位は従三位・右近衛中将兼阿波権守。
土佐一条氏は嫡男の兼定が継いだ。墓は光寿寺にあったが、同寺の廃寺後、墓の所在が不明となった。後に供養墓が再建されている。

## 偏諱を与えた人物
- 津野基高 - 津野氏当主。前述の通り、謀反を起こして敗れ房基に臣従。

## 官歴
『諸家伝』による。
- 享禄3年（1530年） 9月9日：従五位下
- 享禄5年（1532年） 5月19日：右近衛中将
- 天文4年（1535年） 9月27日：正五位下
- 天文6年（1537年） 正月14日：従四位下、中将如元
- 天文8年（1539年） 正月25日：従四位上。8月23日：正四位下
- 天文9年（1540年） 12月12日：従三位、中将如元
- 天文10年（1541年） 3月27日：兼阿波権守。11月6日：喪父
- 天文18年（1549年） 4月12日：薨去

## 系譜
『諸家伝』による。
- 父：一条房冬
- 母：玉姫（伏見宮邦高親王娘）
- 妻：大友義鑑娘
  - 男子：一条兼定
  - 女子：安芸国虎正室[要出典]
  - 女子：阿喜多（伊東義益正室）[要出典]